# 莱谢勒 (加来海峡省)
莱谢勒（法語：Léchelle，法語發音：[leʃɛl] ⓘ）是法国上法蘭西大區加来海峡省的一个市镇，属于阿拉斯区。

## 地理
莱谢勒（50°3'25"N, 2°58'26"E）面积3.75 平方千米，位于法国上法蘭西大區加来海峡省，该省份为法国北部沿海省份，西北濒北海，南至索姆省，东临北部省。
与莱谢勒接壤的市镇（或旧市镇、城区）包括：伊特尔、比斯、埃特里库尔-马南库尔、梅尼勒昂纳鲁艾斯。

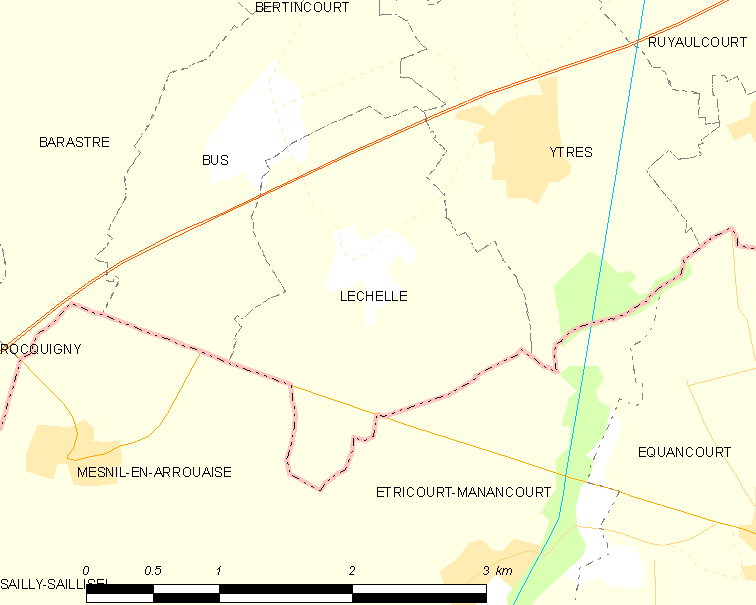
的OSM定位图

莱谢勒的时区为UTC+01:00、UTC+02:00（夏令时）。

## 行政
莱谢勒的邮政编码为62124，INSEE市镇编码为62494。

## 政治
莱谢勒所属的省级选区为巴波姆县。

## 人口

1962-2008年间人口变化图示

莱谢勒于2022年1月1日时的人口数量为45人。